# 渡瀨站 (福岡縣)

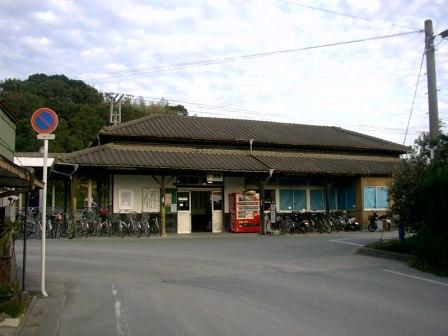
舊車站大樓

渡瀨站（日语：／ Wataze eki */?）是位於福岡縣三山市高田町濃施，九州旅客鐵道（JR九州）的鹿兒島本線車站。車站編號為JB24。

## 歷史
- 1891年（明治24年）6月7日 - 九州鐵道（第一代）開設此站[1]。
- 1907年（明治40年）7月1日 - 九州鐵道（第一代）被國有化，成為帝國鐵道廳車站。
- 1978年（昭和53年）4月15日 - 終止貨物起卸業務。
- 1987年（昭和62年）4月1日 - 伴隨國鐵分割民營化，車站由九州旅客鐵道（JR九州）營運。
- 2006年（平成18年）- 車站大樓重建[1]。
- 2009年（平成21年）3月1日 - 此站可以使用IC卡「SUGOCA」[2]。
- 2015年（平成27年) 4月1日 - 委託三山市觀光協會販賣車票。

## 車站構造
車站是一座地面車站，設有2面2線的單式月台。此站曾經設有1條中線，現已撤走。各月台之間設有跨線橋連接。車站大樓位於西邊。
此站是由三山市觀光協會管理車站業務，為簡易委託車站。車站大樓內設有近距離車票的自動售票機。此站可使用SUGOCA，此站不可購買SUGOCA，但是可為SUGOCA增值。

### 月台
| 月台 | 路線       | 上下行 | 方向                   |
| ---- | ---------- | ------ | ---------------------- |
| 1    | 鹿兒島本線 | 上行   | 久留米、鳥栖、博多方向 |
| 2    | 鹿兒島本線 | 下行   | 大牟田、熊本、八代方向 |

## 車站周邊
車站是位於三山市高田町中心。車站前從縣道前進150米即到達國道208號路口（JR渡瀨站前路口）。JR渡瀨站前路口轉右折，在國道208號向北前進200米，在濃施路口設有與國道209號分支。部分國道208號和國道209號在高田町內與鹿兒島本線並行。
- 三山市政廳高田分所
- 高田濃施山公園
- 西日本鐵道開站[1]
- 三山市立二川小學
- 南筑後農業協同組合（日语：南筑後農業協同組合）
  - 二川分店
  - 高田、大牟田農機、Gas中心
- 伊藤整一海軍上將誕生之碑

### 巴士路線
- 三山市社區巴士「ＪＲ渡瀨站」：市政廳高田分所、渡瀨北、江浦、ＪＲ瀨高站、上長田、市政廳山川分所、山川元氣館 方向

## 相鄰車站
九州旅客鐵道
鹿兒島本線
■快速、■區間快速
通過
■區間快速（部分列車）、■普通
南瀨高（JB23）－渡瀨（JB24）－吉野（JB25）

## 注腳
1. 1 2 3 4 5 6 7 8 9  . 週刊朝日百科. 33号 熊本駅・嘉例川駅・大畑駅ほか. 朝日新聞出版. 2013-03-31: 21.
2. ↑  . 交通新聞 (交通新聞社). 2009-03-03: 1.

## 外部連結
- JR九州 – 渡瀨車站 （页面存档备份，存于）（日語）